# Jennifer Gareis

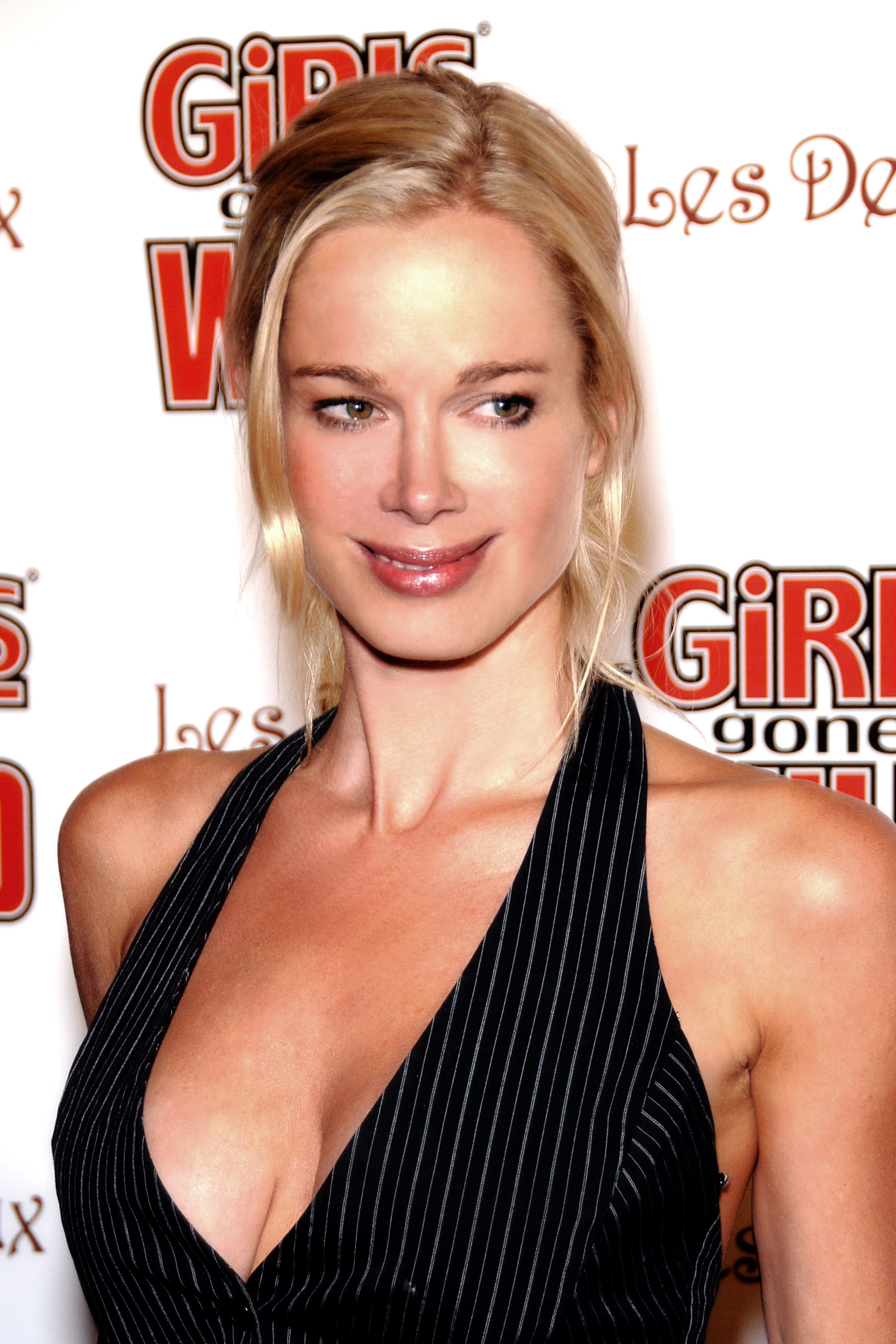
Jennifer Gareis in Hollywood (2008)

Jennifer Lynne Gareis (* 1. August 1970 in Lancaster, Pennsylvania) ist eine US-amerikanische Schauspielerin.

## Leben und Leistungen
Gareis studierte Betriebswirtschaft am Franklin & Marshall College, auf dem sie Mitglied der Schwimmmannschaft war. Im Jahr 1992 war sie eine Finalistin der Wahl Miss Pennsylvania, im Jahr 1994 gehörte sie zur Endauswahl zur Miss USA.
Gareis debütierte 1996 in der Liebeskomödie Liebe hat zwei Gesichter, wurde jedoch nicht im Abspann erwähnt. Im Science-Fiction-Actionfilm Gangland L.A. (2001) spielte sie neben Ice-T eine der größeren Rollen. Im Thriller Lucky Town (2000) trat sie an der Seite von Kirsten Dunst, James Caan, Vincent Kartheiser und Luis Guzmán auf.
In der Komödie The Groomsmen – Die Chaotenhochzeit (2001) spielte Gareis eine der größeren Rollen, im Actionfilm Air Strike – Einsatz am Himmel (2002) übernahm sie eine der Hauptrollen. Seit dem Jahr 2006 ist sie als Donna Logan in der US-Soap Reich und Schön zu sehen.
Gareis wurde im Jahr 2002 in die Liste Maxim Hot 100 2002 der Zeitschrift Maxim aufgenommen.
Am 11. Juni 2010 bekam sie ihren ersten Sohn. Am 29. Juni 2012 bekam sie ihre erste Tochter.

## Filmografie (Auswahl)
- 1996: Liebe hat zwei Gesichter (The Mirror Has Two Faces)
- 1997: Private Parts
- 1997: Lifebreath
- 1999–2004, 2014: Schatten der Leidenschaft (The Young and the Restless, Fernsehserie)
- 2000: Lucky Town (Luckytown)
- 2000: The 6th Day
- 2000: Miss Undercover (Miss Congeniality)
- 2001: Gangland L.A. (Gangland)
- 2001: The Groomsmen – Die Chaotenhochzeit (The Groomsmen)
- 2001: Diagnose: Mord (Diagnosis Murder, Fernsehserie, Folge 8x11)
- 2002: Air Strike – Einsatz am Himmel (Air Strike)
- 2002: Boat Trip
- 2005: Venus on the Halfshell
- seit 2006: Reich und Schön (The Bold And The Beautiful, Fernsehserie)
- 2006: Escape (Kurzfilm)
- 2007: Panic Button
- 2019: The Harvesting